# Велнес студио - базен бр. 3 у Нишкој Бањи
Велнес студио - базен бр. 3 у Нишкој Бањи некада Старо купатило базен бр.3 једно је од бањска купатила у најстаријој профаној грађевини на подручју Нишке Бање, које је након реновирања добило нови изглед и савремене балнеолошке и туристичке садржаје.
У овом студију користе се термоминерална воду са извора Главно врело промењљиве температуре, намењена за рекреацију и опоравак здравих и лечење обољења коштано зглобног система. Лековито својство вода овог купатила потиче од радона и микроелемената садржаних у термоминералној води.
Велнес студијио - базен бр. 3 ико је почео са радом 12. јула 2022. године, има дугу и садржајну историју јер се налази у објекту старог купатила које датира из 17. века, са првобитном римском каптажом, изведеном у виду куполастог бунара озиданог у слојевима од опеке и бигра, из које одоздо избија топла вода и пење се под врх куполе купатила.

## Положај и заштита
Велнес студио - базен бр. 3 подигнут над каптажом Главног врела Нишке Бање, налази у централном делу Нишке Бање, иза главног купатила и хотела Озрен у пределу обраслом густом листопадном шумом, у подножју и на падинама Коритњака, истоименог брда (808 m) и села, који се наводи и под именом Коритник, саставног дела композитне Нишавске долине и северозападног огранка Суве планине (1.810 m), у северозападном подножју Црног камена (867 m), једног од њених врхова.
Удаљен је 10 km од Ниша и 250 km од Београда.
Због архитектонских карактеристика, историјских вредности и балнеолошких својстава објекат у коме се данас налази Велнес студи проглашен је за споменик културе од посебног је културног и историјског значаја. У централни регистар је уписан 14. фебруара 2005. под бројем СК 1916, а у регистар Завода за заштиту споменика културе Ниш 7. августа 2001. под бројем СК 350.

## Историја
Нишка Бања је обновљена под турском влашћу у другој половини 17. века, када су Турци уочили вредности овог лековитог извора, на основу података да доста народа долази и тражи лека у његовим водама. Раскрчили су шуму, направили путеве до извора, који су оградили, и поред њега озидали базен за купање жена и мушкараца. Оба базена мушки и женски имали су само једног бањаџију (евнуха) који је истовремено био једини представник власти у женском базену. „Женска половина купатила била је одвојена високим зидом од мушког, и купачице штитио од очију мушкараца, који су их не тако ретко узнемиравали песмом и севдахом.“
Године 1663, Нишка Бања је у турским картама обележена као шесто коначиште на делу Цариградског друма од Софије до Ниша. Та чињеница указује да је у Нишкој Бањи постојао хан (каравансарај). У лето 1665, кроз Нишку Бању је прошао енглески путописац Џон Бурбури и забележио; „недалеко од Ниша налази се Нишка Бања са својим одличним купатилом, које се налази нешто даље од цесте, ту су се многи од нас окупали као што чине Турци који од свих елемената природе највише цене воду“.
У првој половини 18. века мухафиз Београда Јахја-паша Хатибзаде у Нишкој Бањи подигао је џамију (на простору код старе школе, који се још дуго после Турака звао „Џамијиште”), а уз њу и велики хан са продавницом. То посредно указује да је бањско лечилиште у 18. веку било веома посећено од Турака.
Тридесетих година 19. века на простору Нишке Бање постојала су два купатила осмоугаоног облика са прозорима на плафону, једно женско и једно мушко. У мушком купатилу осим базена постојале су и два мале пролазне просторије нека врста сауне или масаже. Иза купатила било је двориште са коњушницом и стражара за неколико турских жандарма.
Средином 19. века, са слабљењем турске власти Нишка Бања је поново опустела, а у рушевинама су подигнуте стражаре и утврђења ради заштите цариградског пута. На разарање Нишке Бање у другој половини 19. века, највероватније утицало је чак 17 сеизмичких потреса (1851, 1855, 1858. и 1866), при чему је претпоследње поменути био нешто разорније моћи. О томе сведоче многи необјављени подаци из тог времена (1857—1861), сачувани, записи (старих турских) црквених књига са нишког подручја, у којима је било записано... да су у тадашњем Нишу од тог зимског земљотреса, џамије падале до викала...и...чешме водом пресушиле... Иста сеизмичка појава имала је одражаје и у Нишкој Бањи, будући да су се према истим записима и у њој ...дувари доста сломили, па је и она тада била са, ту и тамо, срушеним зградама чак до фундамента.

### Прва обнова Старог купатила
Купатило је први пут реновирано 1934. године, у време Краљевине Југославије, када се с почетка 1930-их година јавило веће интересовање за Нишку Бању као лечилиште. У том периоду приступило се изградњи савременог купатила и обнови остатака старог турског мушког и женског купатила. Како је након вишевековног коришћења и временских непогода старо купатило било оштећено зубом времена, у таквом стању више није могло да одговори захтевими савремених туриста и других корисника услуга, им морало је комплетно да се реновира како би се прилагодило условима савремене балнеотерапије и новим саржајима туристичке понуде Нишке Бање. 

### Пренамена и обнова Старог купатила
Након адаптације објекта Старог купатила 2022. године стари базен из турског периода је обновљен а купатило је потпуно опремњено новим садржајима као што су сауна, три собе за масажу и слана соба, коју до тада није имала Нишка Бања.
Адаптација објекта Старог купатила у Велнес студио реализована је субвенцијом Министарства трговине, туризма и телекомуникација Републике Србије, што је и означено на информативној табли на улазу у Велнес студио.

## Изглед и опрема
Велнес центар је смештен у приземној згради саграђена је крајем деветнаестог или почетком двадесетог века, а касније више пута обновљеној на остацима турског купатила.
Објекат је саграђен у еклектичком духу. Његов габарит каскадно прати конфигурацију терена са благим падом према хотелу Озрен.
Северозападни улазни портал на објекту изведен је у пуној храстовини и издваја се уметничко-занатским квалитетима.
Базен
Новим решењем постојећи базен бр. 3 старог купатила у потпуности је задржан, уз замену керамике новом мозаичком керамиком, по угледу на оригиналну из турског периода.
Остали садржаји
У простору некадашњих канцеларија старог купатила направљене су:
- три собе за масажу,
- слана соба, обложена кристалима камене соли као природним јонизатора који побољшава квалитет ваздуха тако што производи негативне јоне који се налазе само на мору, или око водопада и у ваздуху након олује. Оптимални резултати се постижу након 5 до 8 третмана од 40 минута.[6]
- финска сауна, унутар које се налазе клупе на различитим висинама (како би се тело постепено навикавало на температуре) и врело камење.[7]
- индивидуална купатила.[5]

Техничка подршка
За припрему топле воде у центру се користе индивидуални електрични котлови,
Простор центра опремљен је савременом ЛЕД расветом.

## Карактеристике воде у Велнес студију
Лековита вода из извора Главно врело Нишке Бање, која извире на коти 248,47 на стени око 2,5 метра испод површине терена, истиче као мешавина топле и хладних компонената, од чије размере зависи њена издашност и температура, снабдева водом Велнес студио. 
Главно врело спада међу најиздашније хомеотермалне српске бањске изворе, са: 
- минималним протицајем воде од 35 l/sec,

- температуром воде од 38,2° до 38,5 °C,

- незнатаним садржајем минерала у води  (суви остатак је 0,286 g/1 при температури 37,3 °C).

- са карактеристикама радиоактивне хомеотерме, чија радиоактивност износи 10,53 до 13,4 Махових јединица.

## Услуге
У Велнес студио - базен бр. 3 у Нишкој Бањи, пружају се следеће услуге:
- Сауна са  базеном
- Базен
- Краљевска масажа – у трајању од 90 и 60 мин
- Масажа лица – у тајању од 20 мин
- Масажа (антицелулит, ароматичним уљем) – у трајању од: парцијална – 20 ми, целог тела – 40 и 60 мин
- Масажа стопала – у трајању од 20 мин
- Боравак у сланој соби – у трајању од 45 мин и 20 мин (одрасли) и 20 мин (деца до 12 година без пратње родитеља).